# Sierżant York
Sierżant York (ang Sergeant York) – amerykański film z 1941 roku w reżyserii Howarda Hawksa.
Biografia Alvina Yorka, amerykańskiego bohatera I wojny światowej.

## Obsada
- Gary Cooper jako Alvin York
- Walter Brennan jako pastor Rosier Pile
- Joan Leslie jako Gracie Williams
- George Tobias jako "upychacz" Ross, żołnierz z Nowego Jorku
- Stanley Ridges jako major Buxton
- Margaret Wycherly jako matka Alvina Yorka
- Ward Bond jako Ike Botkin
- Noah Beery Jr. jako Buck Lipscomb
- June Lockhart jako Rosie York, siostra Alvina
- Dickie Moore jako George York, brat Alvina
- Clem Bevans jako Zeke
- Howard Da Silva jako Lem
- Charles Trowbridge jako Cordell Hull
- Harvey Stephens jako kapitan Danforth
- David Bruce  jako Bert Thomas
- Carl Esmond jako niemiecki major
- Joe Sawyer jako sierżant Early
- Pat Flaherty jako sierżant Harry Parsons
- Robert Porterfield jako Zeb Andrews
- Erville Alderson jako Nate Tomkins

## Nagrody i nominacje
| Nazwa nagrody | Wygrane                                                                          | Nominacje |
| ------------- | -------------------------------------------------------------------------------- | --- |
| Oscar         | 1942 Najlepszy aktor pierwszoplanowy Gary Cooper Najlepszy montaż William Holmes | 1942 Najlepszy film wytwórnia Warner Bros. Najlepszy aktor drugoplanowy Walter Brennan Najlepsza aktorka drugoplanowa Margaret Wycherly Najlepszy reżyser Howard Hawks Najlepszy scenariusz oryginalny Abem Finkel, Harry Chandlee, Howard W. Koch, John Huston Najlepsza muzyka w dramacie Max Steiner Najlepsza scenografia - filmy czarno-białe Fred M. MacLean, John Hughes Najlepsze zdjęcia - filmy czarno-białe Sol Polito Najlepszy dźwięk Nathan Levinson Warner Bros. SSD |
| NYFCC         | 1941 Najlepszy aktor pierwszoplanowy Gary Cooper                                 | 1941 Najlepszy aktor pierwszoplanowy Gary Cooper |

## Wyróżnienia
| Rok wyróżnienia | Amerykański Instytut Filmowy                                | Miejsce                                                 |
| --------------- | ----------------------------------------------------------- | ------------------------------------------------------- |
| 2003            | Lista 100 największych bohaterów i złoczyńców wszech czasów | 35. miejsce wśród bohaterów Gary Cooper jako Alvin York |
| 2006            | Lista 100 najbardziej inspirujących filmów wszech czasów    | 57. miejsce                                             |